# オーフス大学
オーフス大学（オーフスだいがく、英語: Aarhus University、デンマーク語: Aarhus Universitet, 略称 AU）はデンマークのオーフスにある総合大学。1928年、巨大化したコペンハーゲン大学に対応するために設立され、同国で2つ目の大学となった。2024年時点で学生数は約38,000人と同国最大規模であり、コペンハーゲン大学と共にデンマークの大学の双璧を成している。ヨーロッパの大学連盟コインブラ・グループにデンマークの大学から唯一加盟。デンマーク国王を2代連続で輩出している。

## 学部

### 芸術分野

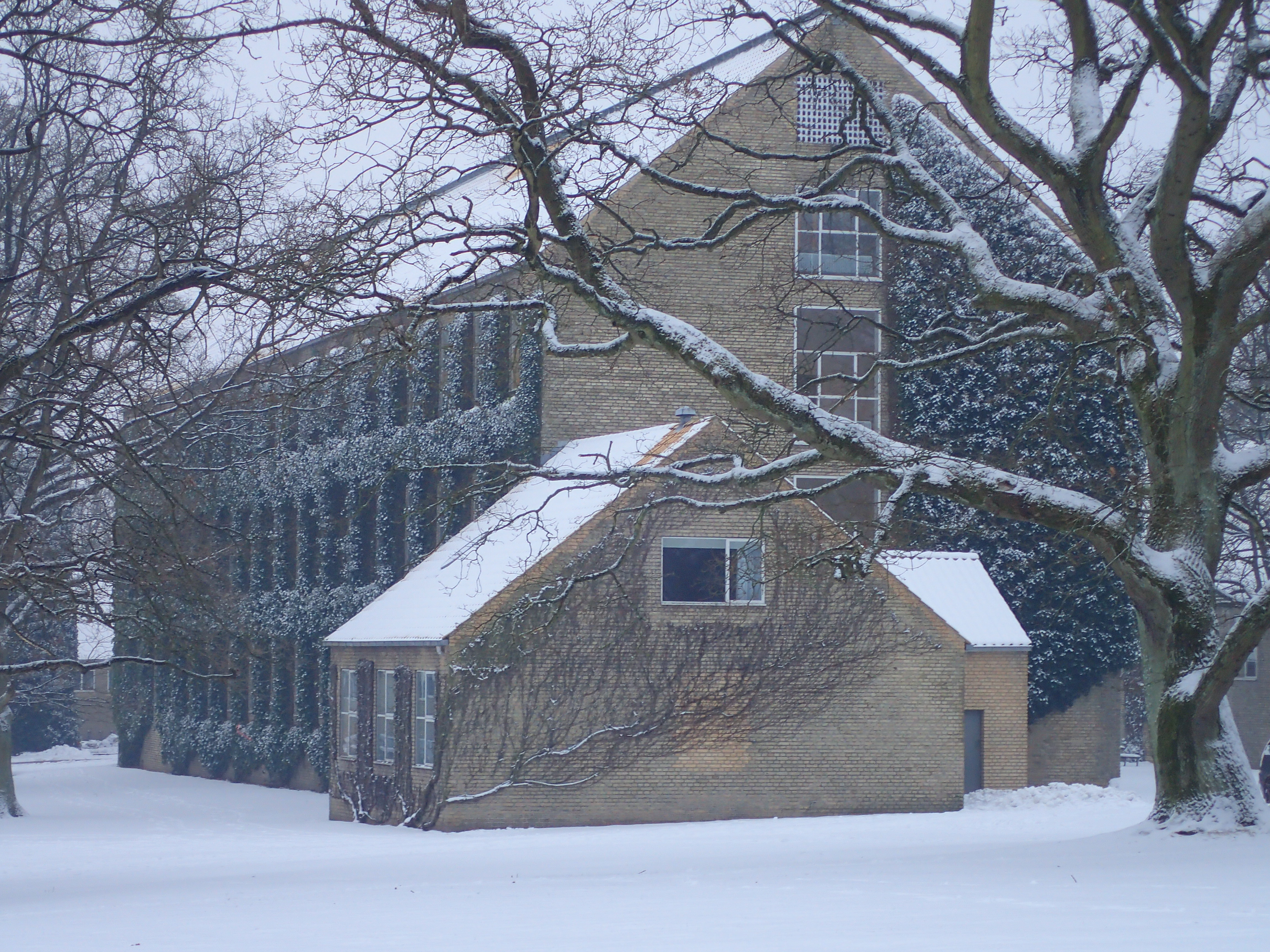

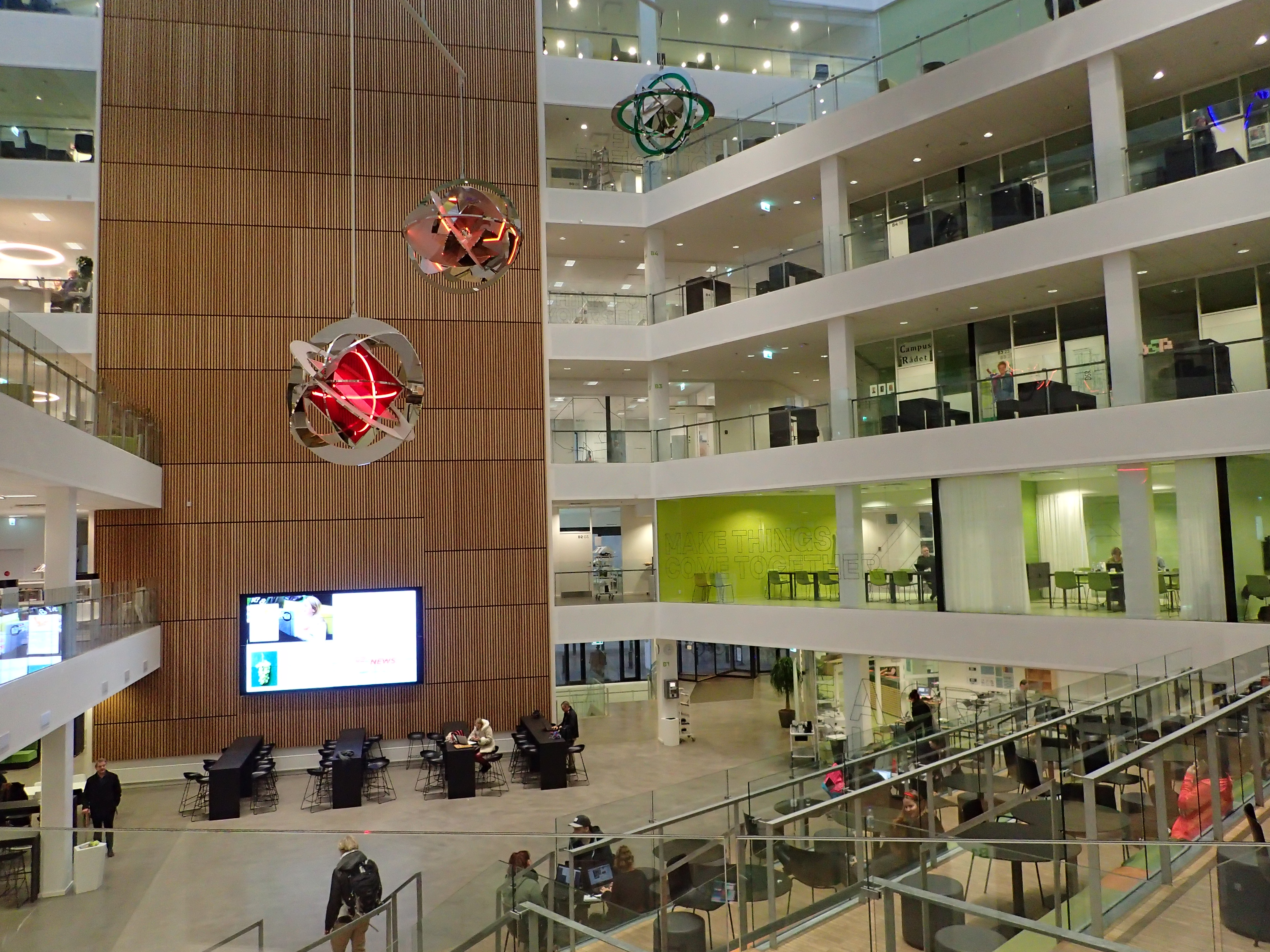

- 美学コミュニケーション学部
- 文化社会学部
- 教育学部

### 健康分野

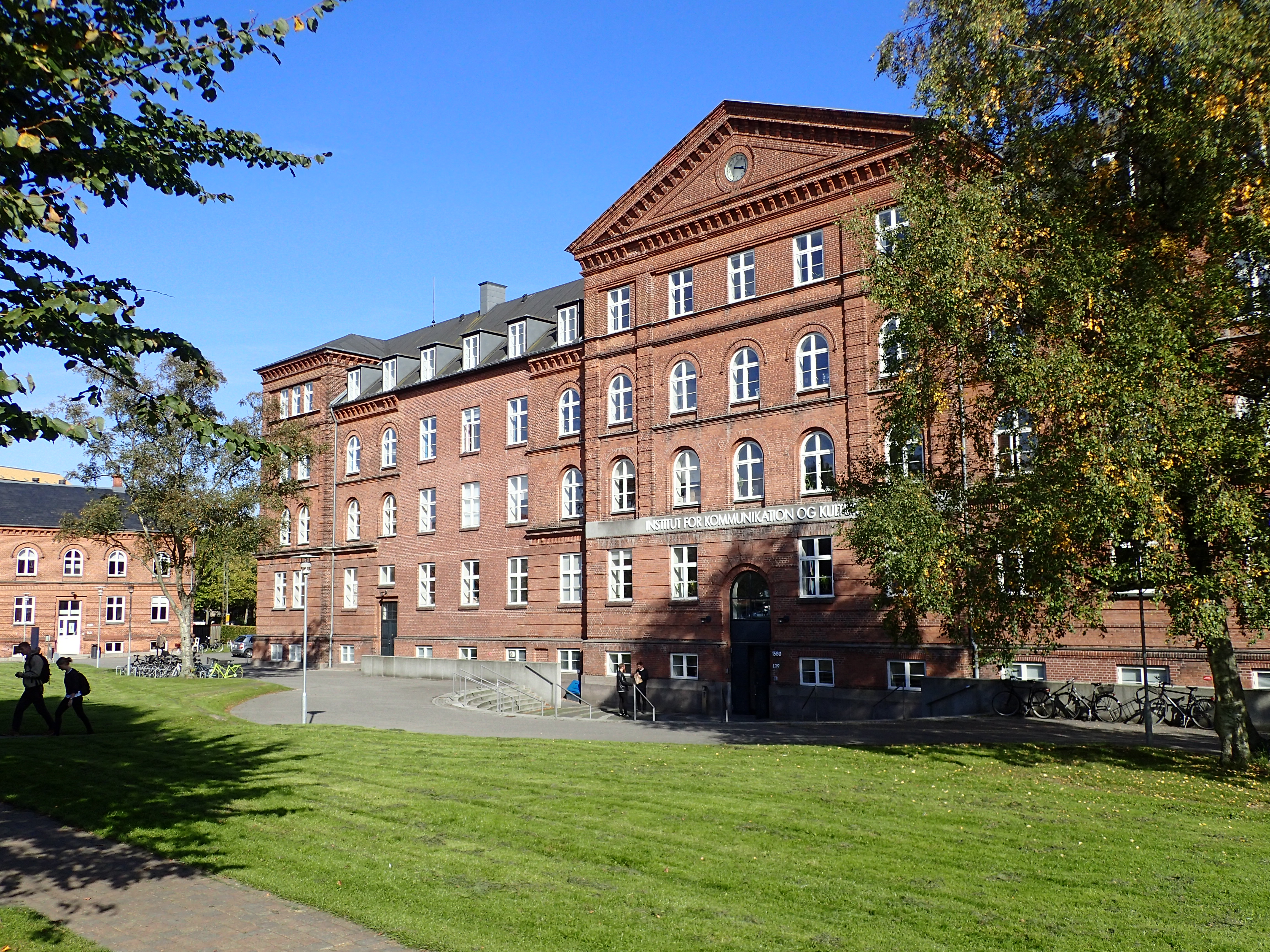

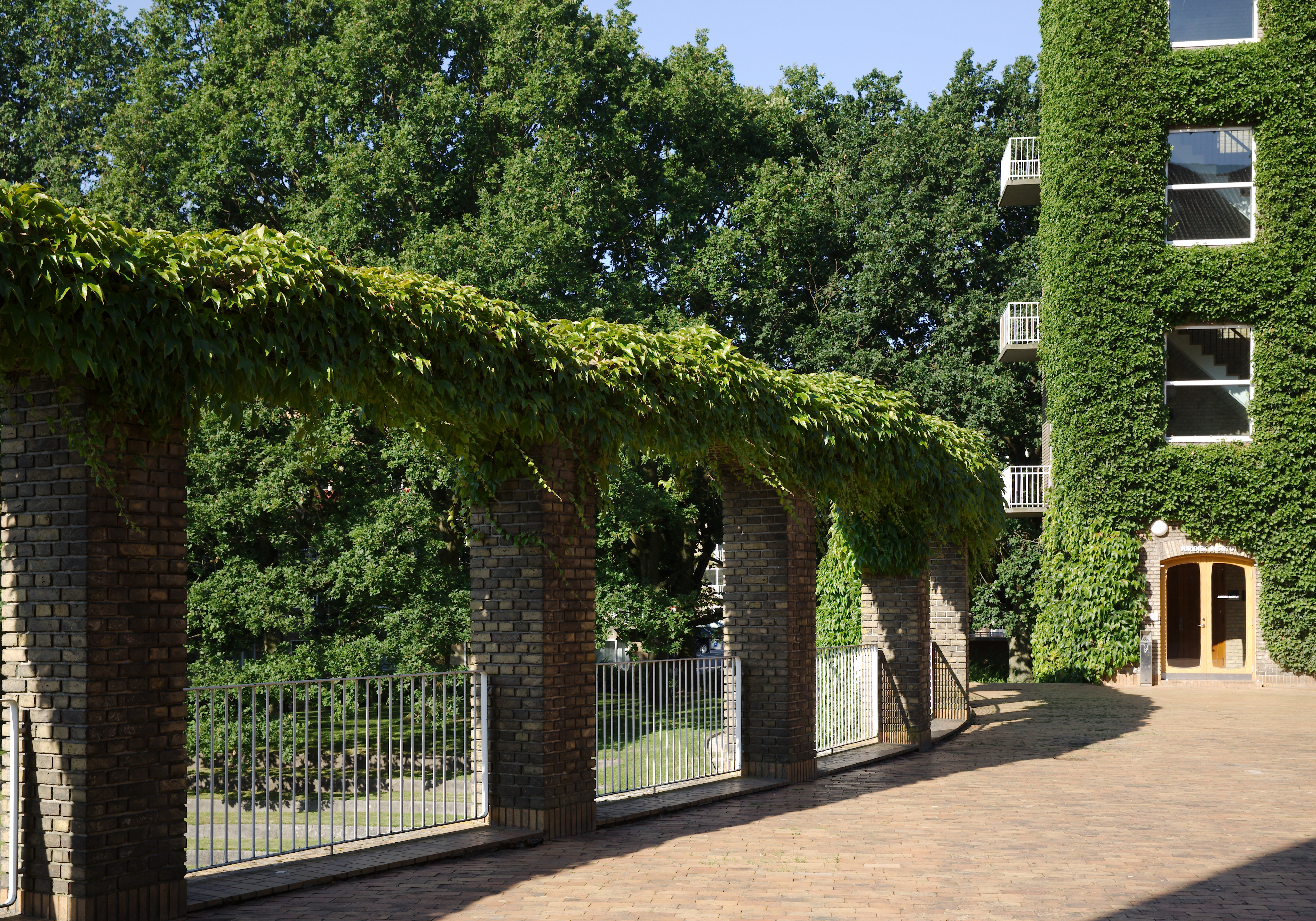

- 生物医学部
- 臨床医学部
- 歯学部
- 法医学部
- 公衆衛生学部

### 科学技術分野

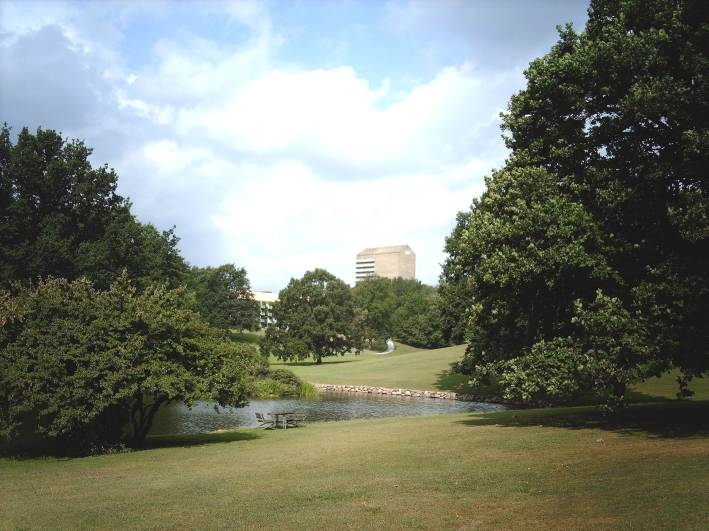

- 工学部
- アグロエコロジー学部
- 動物科学部
- 生物科学部
- 化学部
- コンピューター科学部
- 環境科学部
- 食品科学部
- 地球科学部
- 数学部
- 分子生物遺伝学部
- 物理学天文学部

### 経済社会分野
- 経営学部
- ビジネスコミュニケーション学部
- 経済学部
- 法学部
- 政治学部
- 心理行動学部

## 評価
世界大学学術ランキング（2023年）において、世界第78位。THE世界大学ランキング（2024年）において、世界第109位。QS世界大学ランキング（2024年）において、世界第143位。

## 著名な卒業生・教授
- フレデリック10世 (デンマーク王) : 現デンマーク国王
- マルグレーテ2世 (デンマーク女王) : 前デンマーク国王
- イェンス・スコウ : ノーベル化学賞受賞
- トリグヴェ・ホーヴェルモ : ノーベル経済学賞受賞
- デール・モーテンセン : ノーベル経済学賞受賞
- ビャーネ・ストロヴストルップ : プログラミング言語「C++」の開発者
- アナス・フォー・ラスムセン : 元デンマーク首相、元NATO事務総長

## 主要な研究所
- デンマーク・トランスレーショナル神経科学研究所 (EMBL-DANDRITE)
- Centre for Membrane Pumps in Cells and Disease (PUMPKIN)
- The Interdisciplinary Nanoscience Center (iNANO)

### EMBL-DANDRITE
デンマーク・トランスレーショナル神経科学研究所(Danish Research Institute of Translational Neuroscience DANDRITE, Nordic EMBL Partnership for Molecular Medicine: EMBL-DANDRITE)は欧州分子生物学研究所(EMBL)の北欧パートナー(Nordic EMBL Partnership for Molecular Medicine)の一つである。ルンドベック財団とオーフス大学により2013年に設立された。ポール・ニッセンが所長をつとめる。